# 多须公
多须公（学名：Eupatorium chinense）为菊科泽兰属的植物，是中国的特有植物。分布于中南半岛以及中国大陆的广东、云南、福建、安徽、湖北、浙江、广西、四川、贵州、湖南等地，生长于海拔800米至1,900米的地区，多生长在林下、村舍旁、山坡林缘、山坡草地上、山谷、灌丛以及田间，目前尚未由人工引种栽培。